# Dorylus aethiopicus
Dorylus aethiopicus är en myrart som beskrevs av Carlo Emery 1895. Dorylus aethiopicus ingår i släktet Dorylus och familjen myror. Inga underarter finns listade i Catalogue of Life.